# Функціональні групи

Бензилацетат має естерну функціональну групу (виділена червоним).

Функціона́льні гру́пи (функці́йні гру́пи)  — (в органічній хімії) це специфічні групи атомів всередині молекул, які визначають властивості цих молекул в хімічних реакціях. Одна і та ж функціональна група однаково себе поводить в хімічних реакціях, незважаючи на розмір молекули, частиною якої є ця група.. Проте їхню хімічну активність можуть модулювати сусідні функціональні групи.
Атоми функціональних груп зв'язуються між собою та з рештою молекули за допомогою ковалентних зв'язків. 
Поєднання назв функціональних груп з назвами вихідних алканів утворило потужну систематичну номенклатуру, за допомогою якої можна назвати будь-яку органічну сполуку, що використовується хіміками в повсякденні як більш зручна (але менш точна) порівняно із номенклатурою ІЮПАК.
Перший вуглецевий атом після атома вуглецю, котрий зв'язаний із функціональною групою, називають грецькою буквою альфа, другий — бета, третій — гамма і т. д. Якщо сполука містить ще одну функціональну групу, котра зв'язана з таким атомом вуглецю, її можуть називати грецькою літерою, як наприклад гамма-амін.

## Основні функціональні групи

### Вуглеводневі групи
| Клас органічних сполук | Група   | Формула      | Структурна формула | Префікс  | Суфікс   | Приклад                    |
| ---------------------- | ------- | ------------ | ------------------ | -------- | -------- | -------------------------- |
| Алкани                 | Алкіл   | RH           | Алкани             | алкіл-   | -ан      | Етан                       |
| Алкени                 | Алкеніл | R2C=CR2      | Алкени             | алкеніл- | -ен      | Етилен (Етен)              |
| Алкіни                 | Алкініл | RC≡CR'       | Алкіни             | алкініл- | -ин, -ін | Ацетилен (Етин)            |
| Похідні бензену        | Феніл   | RC6H5 RPh    | Похідні бензену    | феніл-   | -бензол  | Кумол (2-фенілпропан)      |
| Похідні толуену        | Бензил  | RCH2C6H5 RBn | Бензил             | бензил-  | -толуол  | Бензилбромід (бромотолуен) |

Відомо багато інших функціональних груп з цієї категорії, які мають специфічні назви, наприклад: ізопропіл, трет-бутил і т. д.

### Галогенові групи
| Клас органічних сполук | Група   | Формула | Структурна формула | Префікс   | Суфікс          | Приклад                   |
| ---------------------- | ------- | ------- | ------------------ | --------- | --------------- | ------------------------- |
| Галогеноалкани         | галоген | RX      | Галогенова група   | галогено- | алкілгалогеніди | Хлороетан (Етилхлорид)    |
| Флуоралкани            | Флуор   | RF      | Флуороалкани       | флуоро-   | алкілфлуорид    | Флуорометан (Метилфторид) |
| Хлороалкани            | Хлор    | RCl     | Хлороалкани        | хлоро-    | алкілхлорид     | Хлорометан (Метилхлорид)  |
| Бромоалкани            | Бром    | RBr     | Бромоалкани        | бромо-    | алкілбромід     | Бромометан (Метилбромід)  |
| Йодоалкани             | Йод     | RI      | Йодоалкани         | йодо-     | алкілйодид      | Йодометан (Метилйодид)    |

### Кисневмісні функціональні групи
| Клас органічних сполук | Група                | Формула              | Структурна формула        | Префікс                                                             | Суфікс                  | Приклад                              |
| ---------------------- | -------------------- | -------------------- | ------------------------- | ------------------------------------------------------------------- | ----------------------- | ------------------------------------ |
| Спирти                 | Гідроксил            | ROH                  | Гідроксил                 | гідрокси-                                                           | -ол                     | Метанол                              |
| Кетони                 | Карбоніл             | RCOR'                | Кетон                     | -оніл- (-COR') або оксо- (=O)                                       | -он                     | Бутанон (Метилетилкетон)             |
| Альдегіди              | Альдегід             | RCHO                 | Альдегід                  | форміл- (-COH) або оксо- (=O)                                       | -аль                    | Етаналь (Ацетальдегід)               |
| Галогеноангідриди      | Галоформіл           | RCOX                 | Ацилгалід                 | карбонофлуоридол- карбонохлоридол- карбонобромідол- карбонойодидол- | -олгалід                | Ацетилхлорид (Етанолхлорид)          |
| Ангідрид               | Ангідрид             | ROCOOR               | Ангідрид                  | (алкоксикарбоніл)окси-                                              | алкілкарбонат           | Трифосген (Ди(трихлорметил)карбонат) |
| Карбоксилат            | Карбоксилат          | RCOO−                | Карбоксилат · Карбоксилат | карбокси-                                                           | -ат                     | Ацетат натрію (Натрію етаноат)       |
| Карбонові кислоти      | Карбоксил            | RCOOH                | Карбонові кислоти         | карбокси-                                                           | -ова кислота            | Оцтова кислота (Етанова кислота)     |
| Естери                 |                      | RCOOR'               | Складні ефіри             | alkanoyloxy- or алкоксикарбоніл                                     | алкілалканоат           | Етилбутират (Етилбутаноат)           |
| Гідроперексиди         | Гідроперокси         | ROOH                 | Гідроперокси              | гідроперокси-                                                       | алкілгідропероксид      | Метилетилкетонпероксид               |
| Пероксиди              | Перокси              | ROOR                 | Перокси                   | перокси-                                                            | алкілпероксид           | Дитретбутилпероксид                  |
| Етери                  |                      | ROR'                 | Етер                      | алкокси-                                                            | алкілетер               | Діетилетер (Етоксиетан)              |
| Геміацеталі            | Геміацеталь          | RCH(OR')(OH)         | Геміацеталь               | алкокси -ол                                                         | -ал алкілгеміацетал     |                                      |
| Гемікеталь             | Гемікеталь           | RC(ORʺ)(OH)R'        | Гемікеталь                | алкокси -ол                                                         | -он алкілгемікетал      |                                      |
| Ацеталі                | Ацеталь              | RCH(OR')(OR")        | Ацеталь                   | диалкокси-                                                          | -ал диалкілацеталь      |                                      |
| Кеталь (або Ацеталь)   | Кеталь (або Ацеталь) | RC(ORʺ)(OR‴)R'       | Кеталь                    | диалкокси-                                                          | -он диалкілкеталь       |                                      |
| Ортоестери             | Ортоестер            | RC(OR')(ORʺ)(OR‴)    | Ортоестер                 | триалкокси-                                                         |                         |                                      |
| Ортокарбонат естер     | Ортокарбонат естер   | C(OR)(OR')(ORʺ)(OR″) | Ортокарбонат естер        | тетралкокси-                                                        | тетраалкіл ортокарбонат |                                      |